# Yuri Manuylov
Yuri Manuylov (em russo: Юрий Мануйлов), (Krasnodar, 10 de junho de 1964) é um ex-ciclista russo. Foi profissional do 1991 até o 1995, ainda que já competia em provas como amador quando ainda era soviético.

## Palmarés
- 1990
  - 1º no Duo Normando (com Dimitri Vassilichenko)
  - Vencedor de uma etapa à Settimana Ciclistica Bergamasca
  - 1º no Tour de Poitou-Charentes e vencedor de uma etapa
  - Vencedor de uma etapa ao Tour de Normandía
- 1991
  - Vencedor de uma etapa na Troféu Castilla e León
- 1992
  - Vencedor de uma etapa na Volta a Portugal

### Resultados à Volta a Espanha
- 1991. 86º da classificação geral

### Resultados ao Giro de Itália
- 1993. 108º da classificação geral